# Batalla pel Castell Itter
La batalla pel Castell Itter va ser una batalla dels últims dies de la Segona Guerra Mundial a Europa, que va tenir lloc cinc dies després del suïcidi d'Adolf Hitler. Al poble austríac d'Itter, a la regió del Tirol del Nord del país. El 23.er Batalló Blindat de la 12a Divisió Blindada dels EUA, comandat pel tinent John C. «Jack» Lee Jr., soldats alemanys de la Wehrmacht i altes personalitats franceses que es trobaven presoners al castell el van defensar davant la 17a Divisió SS de Granaders Panzer «Götz von Berlichingen». Entre els presoners francesos es comptaven antics primers ministres, generals i Jean Borotra, un tennista famós. Aquests fets fan que se la conegui com la batalla més estranya de la Segona Guerra Mundial, ja que va ser l'única en la qual estatunidenques i alemanys van combatre com a aliats.

## Context
El castell d'Itter és un petit castell en un turó prop del poble d'Itter a Àustria. Després de l'Anschluss de 1938, el govern alemany va arrendar oficialment el castell a finals de 1940 del seu propietari, Franz Grüner.
El castell va ser capturat a Grüner pel tinent general de les SS Oswald Pohl sota les ordres de Heinrich Himmler el 7 de febrer de 1943. La transformació del castell en una presó va ser completada el 25 d'abril de 1943, i la instal·lació va ser posada sota l'administració del camp de concentració de Dachau.
La presó va ser construïda per a albergar presoners d'alt valor per al Reich. Entre els presoners es trobaven l'estrella de tenis Jean Borotra, i diverses personalitats franceses com l'antic primer ministre Édouard Daladier, la germana major de Charles de Gaulle, Marie-Agnès Cailliau, l'antic comandant en cap de l'Exèrcit Maxime Weygand, l'antic primer ministre Paul Reynaud, l'antic comandant en cap Maurice Gamelin, el dirigent conservador François de La Rocque i el líder socialista Léon Jouhaux.

## Preludi
El 3 de maig de 1945, Zvonimir Čučković, un presoner, membre de la resistència comunista Iugoslava de Croàcia que treballava en el manteniment de la presó, va sortir del castell amb el pretext de fer un encàrrec per al comandant de la presó, Sebastian Wimmer. Čučković portar una carta en anglès demanant ajuda als aliats que havia de donar al primer americà que trobés.
La ciutat de Wörgl estava a 8 quilòmetres baixant la muntanya, però encara estava ocupada per les tropes alemanyes. En comptes d'anar-hi, Čučković va remuntar la vall del riu Inn en direcció a Innsbruck, a 64 km de distància. Aquell mateix vespre, va arribar als afores de la ciutat i es va trobar amb un grup d'avançada del 409è Regiment d'Infanteria de la 103a Divisió d'Infanteria del VI Cos dels Estats Units i els va informar dels presoners del castell.
A l'alba, es va muntar un rescat fortament blindat, però es va aturar a causa d'un dur bombardeig just després de Jenbach, a mig camí d'Itter, i després va ser cridat pels superiors per envair el territori de la 36a Divisió dels Estats Units a l'est. Només van continuar dos jeeps de personal auxiliar. En no haver tornat Čučković, i donat que l'ex comandant de Dachau Eduard Weiter va morir en circumstàncies sospitoses al castell el 2 de maig, Wimmer temia per la seva pròpia vida i va abandonar el seu lloc. Els guàrdies de la SS-Totenkopfverbdende van deixar el castell poc després, i els presoners van prendre el control del castell i es van armar amb les armes que quedaven, però temien un atac per part de qualsevol grup itinerant d'homes de les SS encara lleials al règim nazi.
En no tenir notícies de Čučković, els líders de la presó van acceptar l'oferta del seu cuiner txec, Andreas Krobot, d'anar amb bicicleta a Wörgl a mitjan dia del 4 de maig amb l'esperança d'obtenir-hi ajuda. Armat amb una nota similar, va aconseguir contactar amb la resistència austríaca a Wörgl, que havia estat abandonada recentment per les forces de la Wehrmacht, però reocupada per les tropes Waffen-SS. Va ser portat al Major Josef Gangl, comandant de les restes d'una unitat de soldats de la Wehrmacht que havien desafiat l'ordre de retirar-se i s'havien unit a la resistència local, dirigida per Rupert Hagleitner.
L'objectiu de Gangl era mantenir la posició de la seva unitat a la ciutat per protegir els residents locals de les represàlies de les SS. Els lleialistes nazis disparaven a qualsevol finestra que mostrés una bandera blanca o una bandera austríaca, i executaven els homes com a possibles desertors. L'esperança de Gangl era que els americans arribessin a Wörgl aviat per poder-s'hi rendir. En canvi, ara hauria d'acostar-s'hi amb una bandera blanca per demanar-los ajuda.
Al mateix temps, una unitat de reconeixement de quatre tancs Sherman del 23è Batalló de Tancs, 12a Divisió Cuirassada del XXI Cos, sota el comandament del capità Lee, havia arribat a Kufstein, Àustria, a 13 km al nord. Allà, a la plaça del poble, va quedar-se esperant que els rellevés la 36a Divisió d'Infanteria. Quan Gangl li va demanar ajuda, Lee no va dubtar, es va oferir voluntari per dirigir la missió de rescat i immediatament va obtenir permís del seu quarter general.
Després d'un reconeixement personal del castell amb Gangl i Hagleitner, amb un Kübelwagen, Lee va deixar dos dels seus tancs, però en va requisar cinc més i va donar suport a la infanteria del recentment arribat 142è Regiment d'Infanteria de la 36ena divisió.
De camí, Lee es va veure obligat a enviar els reforços de tornada quan un pont va resultar massa feble perquè tota la columna el creués una vegada, i molt menys dues vegades. Deixant enrere un dels seus tancs per protegir-lo, va marxar acompanyat només per 14 soldats americans, Gangl, i un conductor, i un camió que portava deu antics artillers alemanys. A 6 km del castell, van derrotar un grup de tropes de les SS que havien estat intentant establir un bloqueig de carretera.
Mentrestant, els presoners francesos havien demanat a un oficial de les SS, Kurt-Siegfried Schrader, de qui s'havien fet amics a Itter durant la seva convalescència de ferides i que vivia localment, que es fes càrrec de la seva defensa. Quan Lee va arribar al castell, els presoners van rebre la força de rescat calorosament, però es van decebre per la seva petita mida. Lee va col·locar els homes sota el seu comandament en posicions defensives al voltant del castell i va col·locar el seu tanc Sherman, Besotten Jenny, a l'entrada principal.

## Batalla
Poc després de l'arribada dels reforços, una força de 100-150 soldats de les Waffen-SS dirigits per Georg Bochmann, que havia estat ocupant alguns turons prop de la ciutat, va decidir llançar un atac. Lee havia ordenat als presoners francesos que s'amaguessin, però es van quedar fora i van lluitar al costat dels soldats americans i de la Wehrmacht. Al llarg de la nit, els defensors van ser perseguits per una força de reconeixement enviada per avaluar la seva força i provar la fortalesa per debilitats. Abans que comencés l'assalt principal, Gangl va poder trucar a Alois Mayr, el líder de la resistència austríaca a Wörgl, i demanar reforços. Només dos soldats alemanys més sota el seu comandament i un membre de la resistència austríaca adolescent, Hans Waltl, podien ser salvats, i ràpidament van conduir al castell.
El matí del 5 de maig va començar l'atac. El tanc Sherman va proporcionar suport de foc de metralladora fins que va ser destruït pel foc alemany des d'un canó de 88 mm; va ser ocupat en aquell moment només per un radioman que buscava reparar la ràdio defectuosa del tanc; va escapar sense ferir-se.
Mentrestant, a primera hora de la tarda, la notícia finalment havia arribat al 142è de la desesperació de la situació dels defensors, i es va enviar una força d'ajuda. Conscient que havia estat incapaç de donar la 142a informació completa sobre l'enemic i la seva disposició abans que les comunicacions s'haguessin tallat, Lee va acceptar l'oferta de Borotra (estrella de tenis) per voltar la paret del castell i córrer el guant de punts forts de les SS i emboscades per lliurar-lo. L'estrella de tenis va ser reconeguda per René Lévesque, un reporter francocanadenc incrustat en el 142è i més tard primer ministre del Quebec. Borotra va demanar un uniforme militar nord-americà i després es va unir a la força quan es va afanyar a arribar a la presó abans que els seus defensors disparessin els seus últims projectils de municions.

## Importància històrica
Gangl va morir durant la batalla a causa d'una bala de franctirador mentre intentava moure l'ex primer ministre francès Paul Reynaud per la via del dany, i va ser honrat com un heroi nacional austríac; un carrer a Wörgl va rebre el seu nom. Va ser l'únic defensor que va morir durant la batalla, encara que altres quatre van resultar ferits. Els relats populars de la batalla l'han anomenat la batalla més estranya de la Segona Guerra Mundial. La batalla es va lliurar cinc dies després que Adolf Hitler s'hagués suïcidat i només dos dies abans de la signatura de la rendició incondicional d'Alemanya.